# Deutz

Mapa de Deutz no interior do distrito de Innenstadt.

Deutz é um distrito de Colônia, na Alemanha, pertencente ao distrito urbano de Innenstadt.

## História
Deutz foi um importante centro intelectual na Alemanha. Na Idade Média, a cidade era conhecida por seu nome latino Divitia (fortificação militar romana), enquanto que no século X recebeu o nome de Tuitium. Estava situada na margem direita do Reno, em frente ao Colónia. Sua importante abadia tem sido o lar de muitos teólogos célebres como Ruperto de Deutz.
Em 1888 Deutz foi formalmente anexada à cidade de Colônia.